# Bratronice
Bratronice är en ort i Tjeckien.   Den ligger i regionen Mellersta Böhmen, i den centrala delen av landet, 29 km väster om huvudstaden Prag. Bratronice ligger 428 meter över havet och antalet invånare är 777.
Terrängen runt Bratronice är platt åt nordost, men åt sydväst är den kuperad. Runt Bratronice är det ganska tätbefolkat, med 62 invånare per kvadratkilometer. Närmaste större samhälle är Kladno, 10,9 km nordost om Bratronice. Trakten runt Bratronice består till största delen av jordbruksmark.